# Incendio delle sinagoghe di Riga
L'incendio delle sinagoghe di Riga avvenne nel 1941, durante la seconda guerra mondiale, nei primi giorni dell'occupazione nazista della città di Riga, capitale della Lettonia. Molti ebrei confinati nelle sinagoghe morirono negli incendi, contemporaneamente furono varate molte altre misure antisemite, seguite infine dall'assassinio della stragrande maggioranza degli ebrei lettoni.

## L'occupazione tedesca

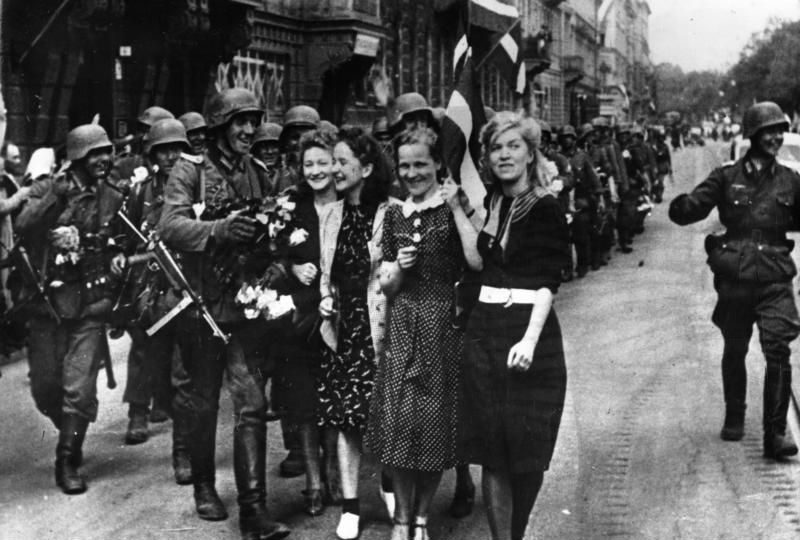
La didascalia originale di questa fotografia di propaganda tedesca, pubblicata il 7 luglio 1941, recita:"Quando le truppe tedesche presero la città di Riga, la popolazione fu euforica. Le persone che avevano sofferto per mesi per lo spargimento di sangue, il terrore e si erano nascoste nelle ultime settimane nelle cantine delle loro case, ora si affrettarono nelle strade e nelle piazze e si ammassarono intorno ai soldati tedeschi per accoglierli."

L'esercito tedesco attraversò il confine la mattina della domenica 22 giugno 1941. Lungo tutto il fronte, le forze armate sovietiche subirono una schiacciante sconfitta. Il 29 giugno 1941, l'Armata Rossainiziò un ritiro disorganizzato da Riga, in quel momento sotto il bombardamento aereo tedesco. Per rallentare l'avanzata tedesca, i sovietici in ritirata fecero saltare in aria tutti i ponti sul fiume Daugava. La guglia della chiesa più alta della città, quella di San Pietro, fu incendiata dalle bombe tedesche. Alcuni simpatizzanti sovietici in città misero a disposizione dei secchi d'acqua e diedero del pane alle truppe in ritirata, ma questi furono gesti inutili in mezzo al disastro militare. Il 1º luglio 1941, l'esercito tedesco entrò a Riga. All'epoca vivevano circa 40000 ebrei in città.
Le forze di occupazione tedesche inizialmente furono ben accolte da molti dei civili a Riga. Dal giugno 1940 al giugno 1941, il regime sovietico in Lettonia stabilì un regno di terrore contro gli elementi "antisovietici". Nella sola Riga furono arrestati migliaia di uomini, donne e bambini, la maggior parte dei quali non fu più vista viva. Di conseguenza, gran parte della popolazione percepì l'occupazione tedesca come il male minore. Inoltre, l'ampio elenco di epurazioni del regime sovietico incluse un numero sproporzionato di ebrei tra i professionisti percepiti come potenzialmente "antisovietici": rabbini, intellettuali, sindacalisti e organizzatori sionisti, liberali e socialdemocratici, commercianti.
L'ondata di deportazioni del giugno 1941, che fu conclusa solo tre settimane prima dell'invasione tedesca, inviò circa 5000-6000 ebrei lettoni nei gulag siberiani, inclusa l'intera leadership civile ebraica. Al momento dell'invasione tedesca, la comunità ebraica sopravvissuta in Lettonia fu in stato di shock; a differenza di molte altre comunità ebraiche che caddero sotto il dominio nazista durante la seconda guerra mondiale, in Lettonia non ci fu alcun piano o sforzo sistematico per avvertire la popolazione della minaccia nazista.

## Le azioni contro gli ebrei
Poco dopo l'ingresso delle truppe tedesche in città, le autorità naziste incitarono i nazionalisti lettoni a dar vita ai pogrom, manifestazioni anti-ebraiche anche mortali. In tre mesi, più di 6000 persone furono uccise a Riga e nelle vicinanze: in particolare, furono presi di mira dai nazisti gli avvocati, i medici e gli ingegneri. Frida Michelson riferì che questi professionisti furono individuati dai colleghi lettoni tra gli altri ebrei arrestati, e immediatamente fucilati. I gruppi di prigionieri più numerosi furono portati fuori dalla prigione centrale con un camion fino alla foresta di Bikernieki, dove furono fucilati.
Il 2 luglio, su istigazione dei tedeschi, dei giovani lettoni armati, riconoscibili dai bracciali bianchi e rossi, girarono per la città trascinando gli ebrei fuori dalle loro case e arrestandoli. I lettoni assaltarono un certo numero di ebrei, alcuni morirono, e altri furono fucilati in seguito. Nella stessa mattina furono isolati tutti i telefoni delle case degli ebrei.
Il Pērkonkrusts (Croce di Tuono) fu il nome del partito fascista lettone attivo negli anni '30. I membri dei Pērkonkrusts, inclusi, tra gli altri, Viktors Arājs e Herberts Cukurs, collaborarono con i nazisti nello sterminio degli ebrei della Lettonia. Nel partito furono coinvolte anche le confraternite universitarie. Nel luglio 1941, dopo l'occupazione tedesca, Pērkonkrusts rilevò la casa del banchiere ebreo Schmulian, a Riga, da utilizzare come quartier generale. Il quotidiano di Riga Tēvija, pubblicò regolarmente la propaganda anti-ebraica, come ad esempio l'editoriale dell'11 luglio 1941, intitolato "Gli ebrei: la fonte della nostra distruzione".
Gli ebrei arrestati furono portati al quartier generale della polizia, nota anche come prefettura, e alla prigione centrale, nota anche come Zentralka. I vecchi e i malati furono portati nudi in prigione, le giovani donne furono spogliate e confinate nelle cantine dove in seguito furono violentate; ci furono anche segnalazioni di donne violentate davanti ai loro mariti e figli. Gli ebrei vestiti tradizionalmente, in particolare quelli con la barba, vennero presi di mira per le umiliazioni e le vessazioni, come ad esempio essere presi per la barba e costretti a radersi forzatamente. Altri furono costretti sotto la minaccia delle armi a indossare il tallèd, il cosiddetto scialle di preghiera, e il tefillin, quindi a ballare e cantare canzoni sovietiche. Le persone, compresi i non ebrei, furono comunemente accusate dai loro nemici di "attività comuniste-ebraiche".
Nei giorni successivi al 2 luglio, gli ebrei della prefettura furono fatti marciare per svolgere i lavori forzati e poi confinati in prefettura durante la notte. Il lettone Roberts Stiglics fu il responsabile della prefettura. Gran parte di queste attività fu semplicemente un trucco progettato per umiliare e intimidire gli ebrei, sebbene in almeno un caso un piccolo gruppo di donne ebree fu incaricato a Jelgava di lavorare nei campi per sei settimane. Secondo Kaufmann, i lettoni furono al comando per tutto questo tempo. Tra l'altro costrinsero gli ebrei a cantare le canzoni naziste e l'Internazionale.
Gli unici ebrei non soggetti a brutalità per mano dei lettoni furono i membri della cosiddetta Associazione dei combattenti lettoni ebrei per la libertà (in lettone: Lačplēsis), ma tale immunità non durò per molto. Il professor Ezergailis, pur non contestando le descrizioni di Kaufmann delle attività dei lettoni, trovò le cose che Kaufmann descrive, come tipiche dell'iniziale abuso nazista degli ebrei in altre località. Deduce anche che la mancanza di uccisioni deliberate da parte dei lettoni dimostra che i tedeschi erano consapevoli dei piani per i massacri.

## La distruzione delle sinagoghe e dei cimiteri
Gli ebrei furono radunati e costretti nelle sinagoghe poi date alle fiamme. La Sinagoga grande corale di Riga fu bruciata il 4 luglio 1941, con 20 ebrei rinchiusi nel seminterrato. Historian Press affermò che alcune delle vittime furono ebrei lituani rifugiati al suo interno. Gertrude Schneider identificò le vittime principalmente come donne e bambini. Frida Michelson, un'ebrea lettone che lavorò vicino a Jelgava in un reparto di lavoro forzato quando le sinagoghe furono bruciate, riferì che al suo ritorno a Riga, un'amica (che lo aveva sentito da qualcun altro) le disse che le sale e il cortile della Sinagoga erano piene di profughi. Pērkonkrusts e "altri tirapiedi lettoni" circondarono l'edificio, intrappolarono le persone al suo interno e appiccarono il fuoco.
L'incendio della sinagoga fu filmato dai tedeschi e in seguito entrò a far parte di un cinegiornale della Wehrmacht con la seguente narrazione:"La sinagoga di Riga, risparmiata dai commissari della GPU nella loro opera di distruzione, fu data alle fiamme poche ore dopo". Secondo Bernard Press, l'ufficiale dell'aviazione lettone Herberts Cukurs e la sua banda di teppisti incendiarono la sinagoga in via Stabu, ma solo dopo aver trascinato gli ebrei fuori dalle case vicine e averli rinchiusi all'interno:
I sacri rotoli furono trascinati fuori dalle sinagoghe e bruciati. Secondo la stampa, molti ebrei cercarono di salvare i rotoli dall'incendio e furono tutti uccisi. Ezergailis lo contesta, affermando che nessun ebreo cercò di salvare i sacri rotoli.
Solo la Sinagoga Peitav nel centro della città non fu incendiata, e ciò fu dovuto alla sua posizione adiacente a condomini e a una chiesa. L'interno fu però saccheggiato come tutti gli altri luoghi di culto ebraici. La folla attaccò anche i cimiteri ebraici.
Kaufmann descrive anche una serie di incidenti con gli ebrei rinchiusi nelle sinagoghe dai lettoni che furono poi date alle fiamme, ad esempio:
Ezergailis non trova credibile che gli ebrei siano stati rinchiusi nella Grande Sinagoga prima che fosse data alle fiamme. Ezergailis riconosce che avrebbero potuto esserci 300 rifugiati lituani nella sinagoga prima che fosse appiccato il fuoco, e che tuttavia sarebbero stati uccisi prima dell'incendio.
Tra gli ebrei uccisi nei massacri della sinagoga ci furono il cantore Mintz e tutta la sua famiglia, il rabbino Kilov e Sarah Rashin (o Rashina), una violinista ventunenne di fama internazionale. (Un'altra fonte dice che Sarah Rashina fu uccisa a Rumbula il 30 novembre 1941).
Entro il 16 luglio 1941, gli ebrei non furono più ammessi sui tram di Riga. I poliziotti lettoni armati che indossavano bracciali rosso-bianco-rosso arrestarono gli ebrei nelle strade. Gli arrestati furono portati alla prefettura di polizia nei pressi della stazione ferroviaria e in altre carceri.

## Ulteriori restrizioni per gli ebrei
Alla fine di luglio, l'amministrazione comunale passò dall'esercito tedesco all'amministrazione civile tedesca. Il capo dell'amministrazione civile fu un tedesco di nome Nachtigall. Altri tedeschi coinvolti nell'amministrazione civile furono Hinrich Lohse e Otto Drechsler. I tedeschi emanarono nuovi decreti per governare gli ebrei. In base al "Regolamento uno", gli ebrei furono banditi dai luoghi pubblici, comprese le strutture cittadine, i parchi e le piscine. Un secondo regolamento richiese agli ebrei di indossare la stella gialla a sei punte sui loro vestiti, con la violazione soggetta a pena di morte. A un ebreo doveva essere assegnata anche solo la metà della razione di cibo di un non ebreo.
Ad agosto, un tedesco di nome Altmayer fu al comando di Riga. I nazisti quindi registrarono tutti gli ebrei di Riga e decretarono inoltre che tutti gli ebrei dovettero indossare una seconda stella gialla, questa al centro della schiena, e non usare i marciapiedi ma camminare invece sulla carreggiata. Gli ebrei poterono essere assaliti casualmente e impunemente da qualsiasi non ebreo. Il motivo per indossare due stelle fu che gli ebrei poterono essere facilmente riconoscibili in mezzo alla folla. Anche in seguito, quando gli ebrei lituani furono trasportati nel ghetto, furono soggetti alla stessa regola delle due stelle.
Ufficialmente la Gestapo rilevò le prigioni di Riga l'11 luglio 1941. A questo punto, le bande lettoni avevano già ucciso un certo numero di detenuti ebrei. La Gestapo inizialmente stabilì la sua sede nell'ex edificio del Ministero dell'Agricoltura lettone su Raina Boulevard. Fu istituita un'amministrazione ebraica speciale. Nel seminterrato di questo edificio si ricorse alle torture per gli interrogatori della Gestapo. Chiunque fosse sopravvissuto a questo trattamento fu poi mandato in prigione, dove i detenuti morirono di fame. La Gestapo in seguito si trasferì in un ex museo all'angolo tra i viali Kalpaka e Alexander. I nazisti istituirono anche un governo fantoccio lettone, sotto il generale lettone di nome Danker,  lui stesso per metà tedesco. Presso la prefettura di polizia lettone fu istituito un "Ufficio per gli affari ebraici". Furono introdotte le leggi in stile Norimberga, che cercarono di costringere al divorzio le persone unite in matrimoni misti: se la coppia si fosse rifiutata di divorziare, la donna, se ebrea, sarebbe stata costretta a sottoporsi alla sterilizzazione. Ai medici ebrei fu proibito di curare i non ebrei e ai medici non ebrei fu proibito di curare gli ebrei.

## La costruzione del ghetto di Riga
Il 21 luglio, il comando di occupazione di Riga decise di concentrare i lavoratori ebrei in un ghetto. Tutti gli ebrei furono registrati; fu istituito anche un consiglio ebraico. Gli ebrei di spicco di Riga, inclusi Eljaschow, Blumenthal e Minsker, furono scelti per far parte del consiglio. Tutti loro furono coinvolti con l'Associazione dei combattenti lettoni ebrei per la libertà e si sperò che questo desse loro credibilità nel trattare con le autorità tedesche. I membri del consiglio ricevettero dei grandi bracciali bianchi con apposta una stella di David blu, che diede loro il diritto di usare i marciapiedi e i tram. I nazisti ordinarono che, entro il 25 ottobre 1941, tutti gli ebrei si sarebbero trasferiti nel sobborgo moscovita di Riga. Di conseguenza, alla fine di ottobre 1941, circa 30000 ebrei furono concentrati nella piccola area conosciuta come il Forštate di Mosca, dove i nazisti li recintarono con del filo spinato. Chiunque si avvicinasse troppo al filo spinato fu colpito da colpi di arma da fuoco dalle guardie lettoni di stanza intorno al perimetro del ghetto. La polizia tedesca, la Wachmeister, di Danzica comandò le guardie. Le guardie spararono a caso durante la notte. Trentacinque giorni dopo l'istituzione del ghetto di Riga, 24000 dei suoi abitanti furono espulsi fuori città e fucilati nella vicina foresta di Rumbula.